# Vitburga di Dereham
Vitburga di Dereham (in lingua inglese Wihtburh o Withburga; ... – Dereham, 17 marzo 743) fu una principessa dell'Anglia orientale, che fondò un'abbazia a Dereham nel Norfolk, della quale divenne badessa. È venerata come santa dalla Chiesa cattolica, dalle Chiese ortodosse e dalla Comunione anglicana.

## Biografia
La tradizione descrive Vitburga come la figlia più giovane di Anna, re dell'Anglia orientale, e della di lui consorte, Sæwara, (le altre, divenute tutte badesse e poi sante, erano: Sexburga, Eteldreda ed Etelburga) ma ella non è citata da Beda il Venerabile, che era molto ben informato sulle sue sorelle più anziane.
Dopo la morte del padre, avvenuta verso il 653 Vitburga fece erigere un convento a Dereham, nel Norfolk. La tradizione vuole che, mentre il convento era in costruzione, ella non avesse altro che pane secco da offrire in pasto agli operai. Ella allora pregò la Vergine Maria che le disse di inviare le sue domestiche, tutte le mattine, ad un pozzo nelle vicinanze. Costoro trovarono vicino al pozzo due cerve che fornirono il latte per i lavoratori.
Il  locale sovrintendente non gradiva Vitburga o il suo miracolo e decise di cacciare queste due cerve con i cani ed impedire loro di fornire latte ai lavoratori. Egli venne punito per la sua crudeltà allorché venne disarcionato dal suo cavallo e si ruppe l'osso del collo. Questa vicenda è ricordata da molte insegne nella cittadina di Dereham.

## Dopo la morte di Vitburga

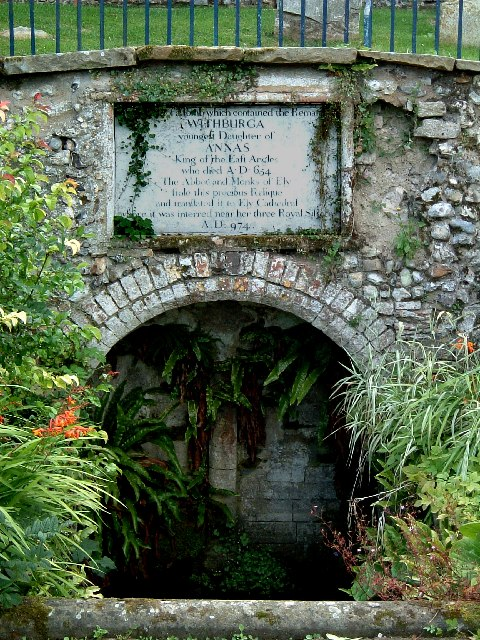
Il luogo della tomba di Vitburga nella parte orientale di Dereham

Alla sua morte Vitburga venne sepolta nel cimitero del convento. Yorke esprime perplessità circa la data di decesso di Vitburga, poiché se fosse reale significherebbe che la santa era deceduta in età molto avanzata.  La sua salma, riesumata 55 anni dopo, venne trovata intatta, senza segni di decomposizione, e fu traslata nella chiesa da lei fatta costruire. Dereham divenne meta di pellegrinaggi, per la visita alla sua tomba.
Nel 974 Brithnoth, abate della cattedrale di Ely, decise di sottrarre la salma della santa per poter così ottenere il beneficio economico derivante dalla presenza di tanti pellegrini. Egli, accompagnato da uomini armati, giunse a Dereham e diede una festa. Quando gli uomini di Dereham erano ben ubriachi, la salma di Vitburga venne trafugata da Brithnoth e dai suoi scherani, che se ne andarono diretti ad Ely. Gli abitanti di Dereham si accorsero presto del misfatto e si misero sulle tracce dei criminali.
Vi fu un aspro combattimento fra le due parti, con pugni ed anche lance. Tuttavia, essendosi avvicinati ad Ely, i ladri ebbero la meglio, in quanto conoscevano bene il terreno e Vitburga fu depositata in Ely.
Tornati a Dereham, gli inseguitori si accorsero che sulla tomba violata di Vitburga era comparsa una fonte. L'acqua ne sgorgava copiosa e, diffusasi la notizia del prodigio, Dereham continuò ad essere frequentata dai pellegrini desiderosi di bere quest'acqua che aveva del miracoloso. La fonte non si asciugò mai e può essere visitata anche ai nostri giorni.